# My Hero (Foo Fighters)
"My Hero" is een nummer van de Amerikaanse band Foo Fighters. Het nummer verscheen op hun album The Colour and the Shape uit 1997. Op 19 januari 1998 werd het nummer uitgebracht als de derde single van het album.

## Achtergrond
"My Hero" is geschreven door groepsleden Dave Grohl, Nate Mendel en Pat Smear en geproduceerd door Gil Norton. Alhoewel het pas in 1997 op een album verscheen, werd het sinds 1995 al live gespeeld. Grohl vertelde dat het nummer gaat over normale, alledaagse helden, aangezien hij zelf in zijn jeugd nooit een muzikale of sportheld heeft gehad. Hij zei dat het nummer was geschreven toen hij films keek uit de jaren '80, waaronder Valley Girl, en dat hij het zonder het te merken had geschreven over Pete Stahl en Chip Donaldson. Tevens wordt vaak aangenomen dat het gaat over Kurt Cobain, met wie Grohl in de band Nirvana heeft gezeten.
"My Hero" bereikte in een aantal landen de hitlijsten. In het Verenigd Koninkrijk kwam het tot plaats 21, terwijl het in Australië tot plaats 74 kwam. Het kwam niet in de Amerikaanse Billboard Hot 100 terecht, maar het kwam hier wel tot plaats 6 in de Alternative Songs-lijst en plaats 8 in de Mainstream Rock-lijst. Het werd gebruikt in de films Varsity Blues, Not Another Teen Movie, Somewhere en The Other Guys. Tevens verscheen een cover door Paramore op de soundtrack van de film Superman Returns.
In de videoclip van "My Hero", geregisseerd door Grohl, is een man te zien die een brandend gebouw in rent om een baby, een hond en een foto te redden. Zowel de baby als de hond hebben een zwarte balk voor hun ogen als symbool voor alle mensen die hulp nodig hebben. De camera volgt de man tijdens de gehele video, waarbij zijn gezicht nooit te zien is. Het lijkt alsof de clip in een take is opgenomen, maar deze bevat een aantal echte overgangen die worden verborgen door het gebruik van rook. In het gebouw staat de band het nummer te spelen, waarbij zij de chaos om hen heen niet door lijken te hebben. Het is de enige video van de band waarin gitarist Franz Stahl te zien is als vervanger van Pat Smear, die voorafgaand aan het verschijnen van de single de band verliet.
Liveversies van "My Hero" verschenen op de albums Live in Holland, Part Two, Skin and Bones, Live at Hyde Park en Live at Wembley Stadium. De akoestische liveversie afkomstig van Skin and Bones bleek populair en kwam in Nederland in 2020 voor het eerst in de NPO Radio 2 Top 2000 terecht.

## NPO Radio 2 Top 2000
| Nummer met noteringen in de NPO Radio 2 Top 2000 | '20  | '21  | '22 | '23 | '24 |
| ------------------------------------------------ | ---- | ---- | --- | --- | --- |
| My Hero                                          | 1975 | 1877 | 457 | 700 | 857 |

1. ↑  Een vetgedrukt getal geeft de hoogste notering aan.
2. ↑  2020 was het eerste jaar met een notering voor dit nummer.